# Литургия часов

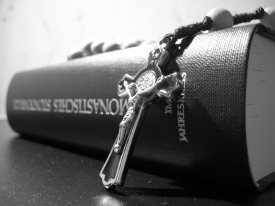
Католическая «Книга часов»

Литурги́я часо́в (от лат. Liturgia horarum) в Римско-католической церкви (латинском обряде) — общее наименование богослужений, должных совершаться ежедневно в течение дня (за исключением Мессы); также книга, содержащая эти богослужения. Название «Литургия часов» утвердилось в ходе литургической реформы после II Ватиканского собора. До этого времени, начиная с VI века, богослужение суточного круга именовалось officium divinum, отсюда закрепившийся в литургике термин «оффи́ций». Книга, по которой совершались службы оффиция, с XI века именовалась «Бревиарием» (breviarium). Используются также названия «богослужебные часы», или просто «часы».
Согласно motu proprio папы Бенедикта XVI Summorum Pontificum (от 7 июля 2007 года) вновь может использоваться «Бревиарий», изданный по решению Тридентского собора и последний раз переизданный (с определёнными изменениями) папой Иоанном XXIII. Бревиарий содержит только богослужебные тексты. Музыкальное оформление (ноты в квадратной нотации) католического оффиция заключено в певческой книге под названием «Антифонарий» (antiphonale).
Таким образом, существуют две формы для канонических часов — так называемая «ординарная форма», если богослужения совершаются по книгам, изданным по решению II Ватиканского собора, и «экстраординарная», если те же богослужения совершаются по книгам, изданным по решению Тридентского собора. Далее речь пойдёт в основном об ординарной форме.

## Происхождение
Римляне делили сутки пополам (на день и ночь по 12 часов), а дневные часы делили на 4 части: 1-й (наш 7-й час по полуночи), 3-й, 6-й и 9-й часы, и ночные также на 4 части. Практика чтения часов восходит к иудейскому обычаю читать молитвы в определённые часы дня, например, в книге Деяний Апостолов Пётр и Иоанн пришли в храм «в час молитвы девятый» (Деян. 3:1), а в Псалтири говорится: «Семикратно в день прославляю Тебя за суды правды Твоей» (Пс. 118:164).
В христианской Церкви с течением времени сформировались следующие молитвенные часы:
- (ночью) Утреня (Matutinum или Matutinae; в Византийском обряде называется ὄρθρος)
- (на рассвете) Лауды[2] или хваления[3] (Laudes — «хваления», в западных церквях — отдельная от утрени служба, соответствующая заключительной части православной утрени, включающей в себя «хвалитны» — псалмы 148—150)
- (около 6 часов утра) Первый час (Prima, подразумевается hora)
- (около 9 часов утра) Третий час (Tertia)
- (в полдень) Шестой час (Sexta)
- (около 3 часов дня) Девятый час (Nona)
- (на заходе солнца) Вечерня (Vesperae)
- (перед сном) Комплеторий (Completorium — служба, завершающая день; по-русски часто называется, как соответствующая ей православная служба «Повечерие»)

Структура часов в Восточной и Западной церквях восходит к одному принципу, но их историческое развитие шло разными путями. Основу часов составляют псалмы. В византийском обряде для каждого часа определён свой набор «псалмов времени», за редкими исключениями не изменяемый в зависимости от дня недели, помимо которого на вечерне и утрене, а Великим постом и на «малых часах», последовательно читаются кафизмы — большие разделы Псалтири (которым приблизительно соответствовали традиционные латинские ноктурны), так что полный круг Псалтири прочитывается, как и в традиционном Римском обряде, за неделю (Великим постом — дважды за неделю). Также заметное место в последованиях суточного круга занимают тексты (гимнография) церковных авторов, которые преимущественно и  раскрывают особенности данного дня в недельном и годовом круге.
В западном оффиции основную смысловую нагрузку продолжают нести псалмы и некоторые библейские песни. До реформ начала XX века в римском обряде также были псалмы, постоянно приписанные к определённому часу (например, псалмы 148, 149, 150 в конце Лауд, собственно, и давшие им название), но в нынешней «Литургии Часов», ввиду её большей по сравнению с прежними эпохами краткости, для «фиксированных» псалмов попросту не осталось места, а последовательное чтение Псалтири сменилось тематической привязкой. Поэтому псалмы распределяются по тексту часов с тем расчётом, чтобы: а) в течение определённого периода была прочитана вся Псалтирь; б) текст псалма по возможности наиболее соответствовал дню и часу, когда он читается. В праздничные дни состав псалмов — особый, подобранный в соответствии со смыслом праздника. Каждый псалом заканчивается кратким славословием (малой доксологией) «слава Отцу и Сыну и Духу Святому, как было в начале, ныне и всегда и во веки веков, аминь», в начале и конце псалма поётся антифон, связывающий псалом со смыслом текущего дня или праздника. Из творений святоотеческого периода и более поздних церковных авторов можно отметить гимн, поющийся обычно в начале часа.
В дальнейшем речь пойдёт именно о часах латинского обряда (собственно, римского, поскольку оффиций других латинских обрядов, — амвросианского, мосарабского, значительно отличается от него по структуре и составу часов как в дореформенной практике, так и в нынешней, ординарной форме после II Ватиканского Собора).

## История

### Иудеи и ранние христиане
Богослужебные часы произошли из иудейской молитвенной практики. В Ветхом Завете Бог указывает израильтянам совершать жертвы утром и вечером (Исх. 29:39, на восходе солнца и в девятом часу). С течением времени совершение этих жертв из святилища перешло в построенный Соломоном Храм. Во время Вавилонского изгнания, когда иудеи не имели возможности приносить жертвы в Храме, стали появляться первые синагоги, где (в определённые часы дня) начали совершаться службы, состоящие из чтения свитка Торы, пения псалмов и гимнов. «Жертва хвалы» начала заменять кровавые жертвоприношения.
После возвращения народа в Иудею молитвенные службы были включены в богослужение Храма. Постепенно иудеи начали рассеиваться по всему греко-римскому миру, положив начало еврейской диаспоре. Во времена Римской империи иудеи (и позднее — ранние христиане) начали следовать римскому распорядку дня с выделением периодов времени для молитвы. В городах Римской империи удар колокола на форуме около шести часов утра возвещал начало рабочего дня (prima, первый час), затем колокол ударял снова в девять утра (tertia, третий час), в полдень возвещал об обеденном перерыве (sexta, шестой час), в три часа пополудни снова созывал людей на работу (nona, девятый час), и, наконец, объявлял о завершении дня в шесть часов вечера (время вечерней молитвы).
Когда христиане начали отделяться от иудеев, практика молитвы в фиксированное время сохранилась. Первое чудо апостолов, — исцеление хромого на ступенях Храма, произошло, когда Пётр и Иоанн шли в Храм на богослужение. Также один из определяющих моментов в истории Церкви, — решение о включении язычников в сообщество верующих, имело основанием видение апостолу Петру, которое произошло во время его молитвы в полдень (Деян. 10:9—49).
Ранняя Церковь использовала для молитвы псалмы (Деян. 4:23—30), которые и по сей день сохранились в составе богослужебных часов у всех христиан. В «Дидахе», самой ранней из найденных христианских рукописей, рекомендовано ученикам произносить «Молитву Господню» трижды в день, что также нашло отражение в богослужебных часах.
Во II—III веках такие отцы Церкви, как Климент Александрийский, Ориген и Тертуллиан писали о практике утренней и вечерней молитв, и о молитве третьего, шестого и девятого часов. Эти молитвы могли совершаться индивидуально или в собрании верующих. В III веке возникла практика «непрестанной молитвы», когда отцы-пустынники, следуя заповеди апостола Павла («непрестанно молитесь» (1Фес. 5:17)) делились на группы, из которых одна сменяла другую (вигилии), так что в результате получалась круглосуточная молитва.

### До Тридентского собора
По мере развития практики непрестанной молитвы в монастырских сообществах Востока и Запада длительность молитв увеличивалась, при этом привязка молитвословий к определённым часам дня стала в ежедневной жизни монастырей практически нормой. К IV веку в своих основных чертах богослужебные часы приняли свою нынешнюю форму. Для приходских священников и мирян молитвы часов были по необходимости гораздо короче. Во многих храмах и базиликах, где основу клира составляли монахи, эти часы представляли собой смесь мирской и монастырской практик.
Значительное влияние на формирование часов в Западной церкви оказал святой Бенедикт Нурсийский (в православной традиции — преподобный Венедикт Нурсийский), изложивший последование часов (именуемых у него Opus Dei, то есть «Божие дело») в своих «Правилах». Молитвенный распорядок дня монахов-бенедиктинцев строился в соответствии с этими правилами. В полночь совершалась утреня, иначе виги́лии (vigiliae, или matutinum, horae matutinae), за которой в три часа утра следовали лауды (laudes; первоначально так назывались три последних псалма Псалтири, читавшиеся на этой службе, затем это название перешло на всю службу). До появления в XIV веке восковых свечей службы совершались в темноте или при минимальном освещении; от монахов ожидалось знание читаемых текстов наизусть. Затем монахи на некоторое время удалялись спать, а в шесть часов вновь вставали и шли на службу первого часа (prima). После этого могла быть частная Месса, или духовные чтения, или работа до девяти часов, когда совершалась служба третьего часа (tertia), а затем торжественная Месса. В полдень они шли на молитву шестого часа (sexta) и затем на дневную трапезу. После этого был небольшой отдых до службы девятого часа (nona) в три часа дня. После этого монахи были заняты работой до заката, когда совершалась вечерня (vesperae), а затем, перед сном (9 часов вечера) — повечерие, или комплеторий (completorium). После этого монахи шли спать, чтобы в полночь начать этот цикл снова.
Постепенно служба часов начала приобретать всё большее значение в жизни Католической церкви, её чин начал всё более усложняться. Скоро для совершения этой службы стало необходимым наличие различных книг, как, например, Псалтирь для чтения псалмов, Библия для библейских отрывков, сборник гимнов для пения. По мере роста числа приходов, удалённых от кафедральных соборов и базилик, а главным образом из-за появления клириков, вынужденных переезжать с места на место, но не освобождённых от обязанности совершать все канонические часы, возникала необходимость в более компактных изданиях, где все необходимые тексты были бы собраны в одной книге. Такие компактные издания получили название «бревиариев» (brevis — «короткий»). Тексты бревиариев достигли Рима, где папа Иннокентий III распространил их использование на Римскую курию. Францисканцы приспособили этот Breviarium Curiae для нужд своих путешествующих братьев, взяв за образцовый так называемый «галликанский» текст Псалтири (Psalterium Gallicanum — древний богослужебный перевод Псалтири на латинский язык, сделанный с греческого текста). Бревиарий францисканцев распространился по всей Европе. Папа Николай III утвердил этот «Бревиарий» для использования не только в Римской курии, но и во всех базиликах. В конечном итоге, он стал использоваться во всей Римско-католической церкви.

### Тридентский собор
Тридентский собор (начавшийся в 1545) объявил «Римский бревиарий» единой богослужебной книгой для всей Католической церкви. Он подтвердил обязанность священнослужителей ежедневно читать часы дома или в храме. Дальнейшие исправления «Бревиария» были оставлены в компетенции папы римского, поскольку собор не имел времени завершить реформу «Бревиария».
Периодические пересмотры «Бревиария» проводились папами римскими и впоследствии. Первый такой пересмотр осуществил папа Пий V в 1568. Наиболее значительной и радикальной ревизией стала полностью переработанная система чтений на утрени. Другие многочисленные изменения не столь масштабны. Семипсалмие воскресного первого часа было распределено по дням недели, и это стало первым перераспределением псалмов римского оффиция со времён папы Григория Великого, создав прецедент для дальнейших реформ.
Проводили ревизии также папы римские: Сикст V, Климент VIII, Урбан VIII, Климент XI и другие.

### Реформы первой половины XX века
Значительные изменения в «Бревиарий» были внесены в 1911 при понтификате папы Пия X. Он восстановил практику прочтения за неделю всех 150 псалмов, которая формально не отменялась, но исполнить её было невозможно из-за многочисленных праздников (с октавами), заменявших рядовую псалмодию праздничной практически на каждой неделе. Однако осуществлена эта задача была путём резкого разрыва с предшествующей традицией недельного распределения псалмов. Из последования часов были удалены все повторы, каждый псалом стал читаться только раз в течение недели. Постоянный набор псалмов для тех или иных часов упразднялся (за исключением, например, начального 50-го псалма на Лаудах Великим постом и Адвентом), в том числе упоминавшееся выше заключительное трёхпсалмие Псалтири в конце Лауд при встрече рассвета (чтобы оправдать традиционное название часа, для него теперь подбирались переменные псалмы, начинающиеся со слова «хвалите» или «хвали»). В результате удалось сократить количество псалмов на утрени с восемнадцати в воскресенье и двенадцати в будни до девяти, как на праздничной утрени.
Папа Пий XII также начал реформу «Бревиария», разрешив использование нового перевода псалмов и создав специальную комиссию для работы над пересмотром «Бревиария». В 1955 году был проведён опрос католических епископов по поводу реформы «Бревиария», и папа Иоанн XXIII в 1960 году издал указания по его пересмотру. Это проложило путь к реформам II Ватиканского собора.

### Второй Ватиканский собор
Второй Ватиканский собор потребовал:
1. Упразднить Первый час.
2. Вернуться к изначальным текстам гимнов (прежде используемых по индультам).
3. Восстановить Preces (редко читавшиеся в дособорной практике).
4. Увеличить период для прочтения всей Псалтири.

Следуя решениям Второго Ватиканского собора, комиссия по осуществлению реформы упростила соблюдение богослужебных часов, стремясь сделать их более доступными для мирян, с целью восстановить их смысл, как молитву всей Католической церкви. Первый час был отменён, а Утреня (то есть Matutinum) была изменена таким образом, что могла совершаться в любое время в течение дня, как служба, содержащая чтения из Писания и святых отцов (количество чтений сократилось до двух, но они при этом стали более обширными). Период, за который была прочитываема вся Псалтирь, был увеличен с одной недели до четырёх (и до двух для созерцательных орденов, по примеру дореформенного «Амвросианского бревиария»). Кроме того, комиссия внесла множество других изменений, прямо не санкционированных собором (унификация структуры всех часов по образцу «малых», введение огромного количества гимнов, составленных после собора, по заказу комиссии, опущение в псалмах некоторых стихов и опущение целых псалмов, введение вновь составленных Preces взамен восстановления древних). От клириков каноническое право по-прежнему требует ежедневного совершения всей Литургии часов, в монастырях и иных религиозных сообществах практика чтения часов регулируется их собственными правилами. Второй Ватиканский собор призвал к чтению часов также и мирян, в результате чего и многие миряне начали читать ежедневно хотя бы отдельные службы из часов. Собор также призвал к распространению первоначальной практики совместного чтения часов (in communi — Breviarium Romanum 1961). Во многих местах, где прежде часы служили регулярно, они были практически полностью упразднены.
До реформы Второго Ватиканского собора одновременно с текстами всегда выходили официальные издания нот. Новый «Римский антифонарий» (Antiphonale Romanum) не вышел до сих пор. Поэтому для пения Литургии часов на латинском языке (основном в латинском обряде) с неизбежностью приходится пользоваться дореформенными изданиями.

## Современная практика

### Издания
«Бревиарий» обычно издается в четырёх книгах, по периодам церковного года (I — Адвент и Рождественское время , II — Великий пост и Пасхальное время, III и IV — рядовое время).
В 2000 году вышло последнее официальное на сегодняшний день издание Литургии часов на латинском языке. Издание — четырёхтомное. Печатные издания «Бревиария» (как посттридентские, так и Liturgia horarum) не содержат музыкальной нотации богослужебных текстов.
В 2008 году в США вышло новое (по большей части исправленное) издание дособорного «Бревиария» образца 1962 года. Также в 2008 году были изданы тексты и ноты для совершения дневных Часов согласно бенедиктинской традиции и соборным пожеланиям.
Тексты Литургии часов могут издаваться в разных вариантах, в зависимости от местных особенностей (в том числе от степени переведённости текстов Литургии часов на национальный язык). Так, в США и многих других странах они издаются в четырёх же книгах под названием «Литургия часов» (The Liturgy of the Hours) с делением на тома согласно литургическим периодам: «Адвент и Рождество», «Великий пост и Пасха», «Рядовое время, т. 1», «Рядовое время. т. 2». В Великобритании и Ирландии часы издаются в трёх томах под названием «Божественная служба» (The Divine Office): «Адвент, Рождество, Рядовое время 1—9 недели», «Великий Пост и Пасха», «Рядовое время 6—34 недели». В России Литургия часов издаётся в двух вариантах: а) двухтомный, где один том содержит тексты Часа чтений, другой — все остальные тексты, и б) однотомный, более краткий, где Час чтений отсутствует, также сокращено количество служб святым.
От «Бревиария» следует отличать издания Книги часов (Book of the hours). В последней содержатся те же канонические часы, но с фиксированными текстами, то есть не изменяемыми в зависимости от дня (или изменяемые только по сезонам). Подобные издания предназначены для тех, кто хотел бы читать часы, но не имеет возможности по тем или иным причинам пользоваться полными текстами. Выпускаются такого рода книги и для послереформенных часов. В частности, есть такая книга на русском языке, названная (по аналогии с православной книгой такого рода) «Часослов».

### Состав
Литургия часов состоит из следующих служб:
- Воззвание, инвитаторий (Invitatorium). Краткая служба, самостоятельно не совершаемая, а предваряющая ту службу (Час чтений или Утреню), которая совершается раньше.
- Час чтений (Officium lectionis). Основан на прежней «утрене» (Matutinum), однако не имеет жёсткой привязки ко времени, и может совершаться в какое-либо время в течение дня.
- Утреня, лауды (Laudes matutinae — хвалы утренние; служба совмещает 2 прежних, собственно утреню и лауды). Совершается утром.
- Дневной час. В зависимости от времени совершения может соответствовать 3-му, 6-му, или 9-му часу. При этом меняется гимн часа, псалмы остаются прежними. Для желающих прочитать в день более одного часа существует дополнительная псалмодия.
- Вечерня (Vesperae). Совершается вечером.
- Повечерие, комплеторий (Completorium). Совершается перед отходом ко сну.

### Структура часов
Условно часы можно разделить на «большие» (вечерня и утреня) и малые.
Большие часы:
- Гимн, составленный церковью
- Два псалма, или поделённый надвое один длинный псалом, и одна песнь из Писания (утром из Ветхого Завета, вечером — из Нового)
- Краткий отрывок из Писания (Lectio brevis)
- Респонсорий, обычно стих из Писания, но иногда литургическая поэзия
- Евангельская песнь (Евангелия от Луки): утром — песнь Захарии (Benedictus), вечером — песнь Богородицы (Magnificat)
- Составленные церковью прошения (Preces)
- Отче наш
- Заключительная молитва (обычно — коллекта, та же молитва, что читается в начале Мессы)
- Благословение священника или диакона; при их отсутствии — краткий заключительный стих

Малые часы
Структура малых часов проще:
- Гимн
- Три кратких псалма, или три части одного псалма
- Краткий отрывок из Писания и респонсорий
- Заключительная молитва
- Краткий заключительный стих

Час чтений имеет несколько более расширенный формат:
- Гимн
- Три псалма, или один-два псалма, поделённые на три части
- Длинное чтение из Писания, обычно чтения подобраны с тем расчётом, чтобы в течение недели все чтения были из одной библейской книги
- Длинное святоотеческое чтение, например, отрывок из жития святого, из творений святого, святоотеческое поучение
- Накануне воскресных и праздничных дней Час чтений может быть расширен в формат бдения (Vigilia), в этом случае добавляются три песни из Ветхого Завета и чтение Евангелия
- Гимн Te Deum (по воскресным дням, торжествам, праздникам, кроме Великого поста)
- Заключительная молитва
- Краткий заключительный стих

Completorium (повечерие) носит характер подготовки души к переходу в вечность:
- Испытание совести (например, чтение Confiteor)
- Гимн
- Псалом, или два кратких псалма, или 90-й псалом
- Короткое чтение из Писания
- Респонсорий «В руки Твои, Господи, предаю дух мой»
- Песнь Симеона «Ныне отпущаеши», обрамлённая антифоном «В бдении спаси нас, Господи…»
- Заключительная молитва
- Краткое благословение («Ночь спокойную и кончину достойную да подаст нам Господь Всемогущий. Аминь»)
- Антифон Пресвятой Богородице

Как уже было сказано выше, каждый псалом и библейская песнь заканчивается славословием и обрамляется антифоном.